# Чуруляса (комуна)
Чуруляса (рум. Ciuruleasa) — комуна у повіті Алба в Румунії. До складу комуни входять такі села (дані про населення за 2002 рік):
- Боглешть (117 осіб)
- Бодрешть (31 особа)
- Бунінджиня (140 осіб)
- Бідіджешть (46 осіб)
- Вулкан (93 особи)
- Гедулешть (80 осіб)
- Метішешть (150 осіб)
- Моререшть (160 осіб)
- Чуруляса (551 особа) — адміністративний центр комуни

Комуна розташована на відстані 313 км на північний захід від Бухареста, 46 км на північний захід від Алба-Юлії, 72 км на південний захід від Клуж-Напоки, 149 км на схід від Тімішоари.

## Населення
За даними перепису населення 2002 року у комуні проживали 1368 осіб, усі — румуни. Усі жителі комуни рідною мовою назвали румунську.
Склад населення комуни за віросповіданням:
| Релігія       | Кількість осіб | Відсоток |
| ------------- | -------------- | -------- |
| православні   | 1261           | 92,2%    |
| п'ятдесятники | 63             | 4,6%     |
| баптисти      | 36             | 2,6%     |
| адвентисти    | 2              | 0,1%     |
| не релігійні  | 1              | 0,1%     |